# Veckotidning

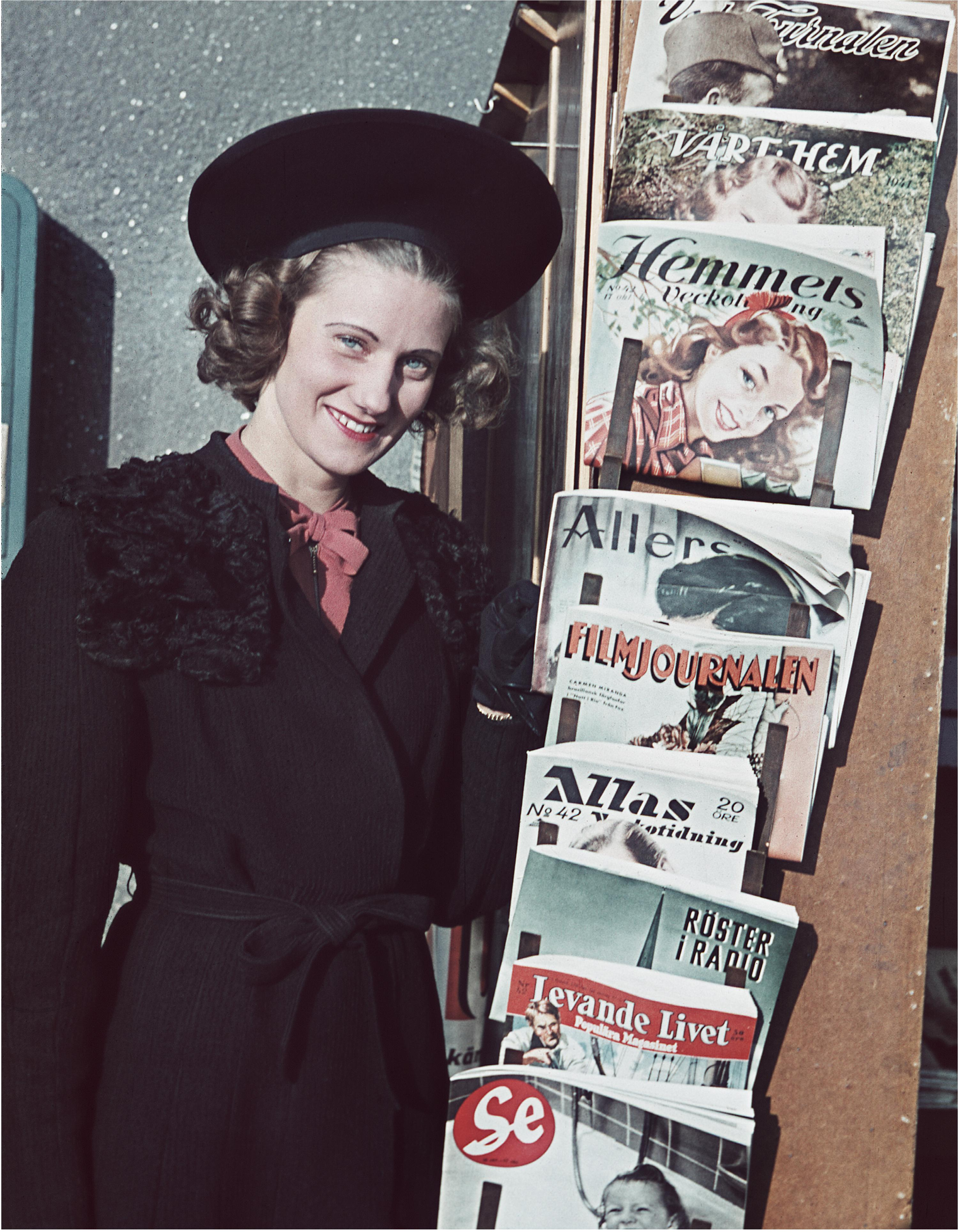
Kvinna bredvid tidningsställ med veckotidningar år 1941.

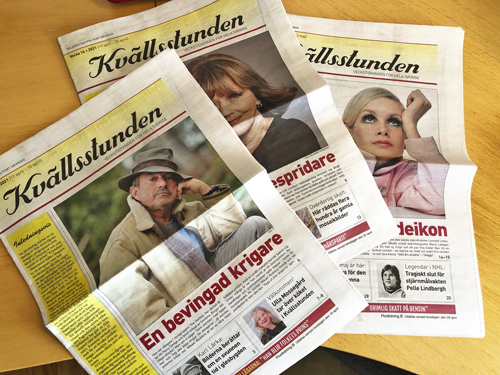
Kvällsstunden är en svensk veckotidning, startad 1938, den utkommer en gång i veckan året runt.

En veckotidning är en tidskrift som ges ut en gång per vecka. Veckotidningar innehåller vanligen lätt läsning på olika teman, beroende på fokus till exempel hushåll, trädgård, mat, berömdheter och kungligheter samt många bilder.